# Cimitero della Trinité
Il cimitero della Trinité (cimitero della Trinità; in francese: cimetière de la Trinité) è stato un vecchio cimitero ai tempi situato sulla rue Saint Denis, fra i numeri 164 e 176, nel II arrondissement di Parigi.

## Storia
Nel 1224, il vicino Hôpital de la Trinité acquistò un terreno sul quale vi sorgeva una vecchia cava di calce (le Cave della Croix Vertre), la quale venne convertita in un cimitero; di forma quadrilatera, il cimitero venne realizzato dietro l'ospedale, delimitato fra la rue Saint-Denis, rue Greneta, Boulevard de Sebastopol e la rue Guerin-Boisseau.
Durante la grande peste del 1348, il vicino cimitero degli Innocenti non fu più in grado di accogliere le centinaia di corpi provenienti dall'Hôtel-Dieu, di conseguenza il cimitero della Trinité venne acquistato dal comune di Parigi al fine di utilizzarlo anche per i morti di peste; si pensa che vennero scavate delle profonde fosse, taluna capace di contenere fino a 600 cadaveri.
Verso la fine di maggio del 1418, durante la Guerra civile tra Armagnacchi e Borgognoni, Parigi trattò con Jean de Villiers de L'Isle-Adam, capitano di una truppa di sostenitori del duca di Borgogna. Il 12 giugno, gli Armagnacchi furono massacrati dalla popolazione ed il cimitero venne così ampiamente usato per le sepolture di questi caduti, oltre ad ospitare i successivi morti di peste fra il 1428 ed il 1466.
Nel 1554, re Enrico II di Francia ordinò all'Hôtel-Dieu di fermare le sepolture nel cimitero e di creare un nuovo cimitero sull'Île des Maquerelle ove inumare i successivi morti di peste.
Dopo l'Editto di Amboise, del 1563, l'articolo 6 dell'Editto di Beaulieu, del 1576, concedette il diritto alle sepolture nel cimitero ai protestanti, sulla parte nord, lungo il passage Basfour; l'altra parte opposta rimase ai cattolici.
Nel 1672, per problemi legati alla cattiva salute dei bambini, l'Hôtel-Dieu e l'hôpital de la Trinité acquistarono nel sobborgo di Saint-Marcel un terreno su cui venne costruito il cimitero di Clamart, questi destinato ad ulteriori sepolture dato il sovraffollamento presso gli altri cimiteri.
Nel 1678 il cimitero venne smantellato e tale sito venne utilizzato per l'assistenza e l'istruzione dei bambini ammalati.
Nel 1843 l'area venne accuratamente perquisita e le ossa vennero trasportate alle Catacombe per fare un nuovo spazio commerciale; il cimitero scomparve definitivamente nel 1859.